# Sarcofago di Ottone e Giovanni Visconti

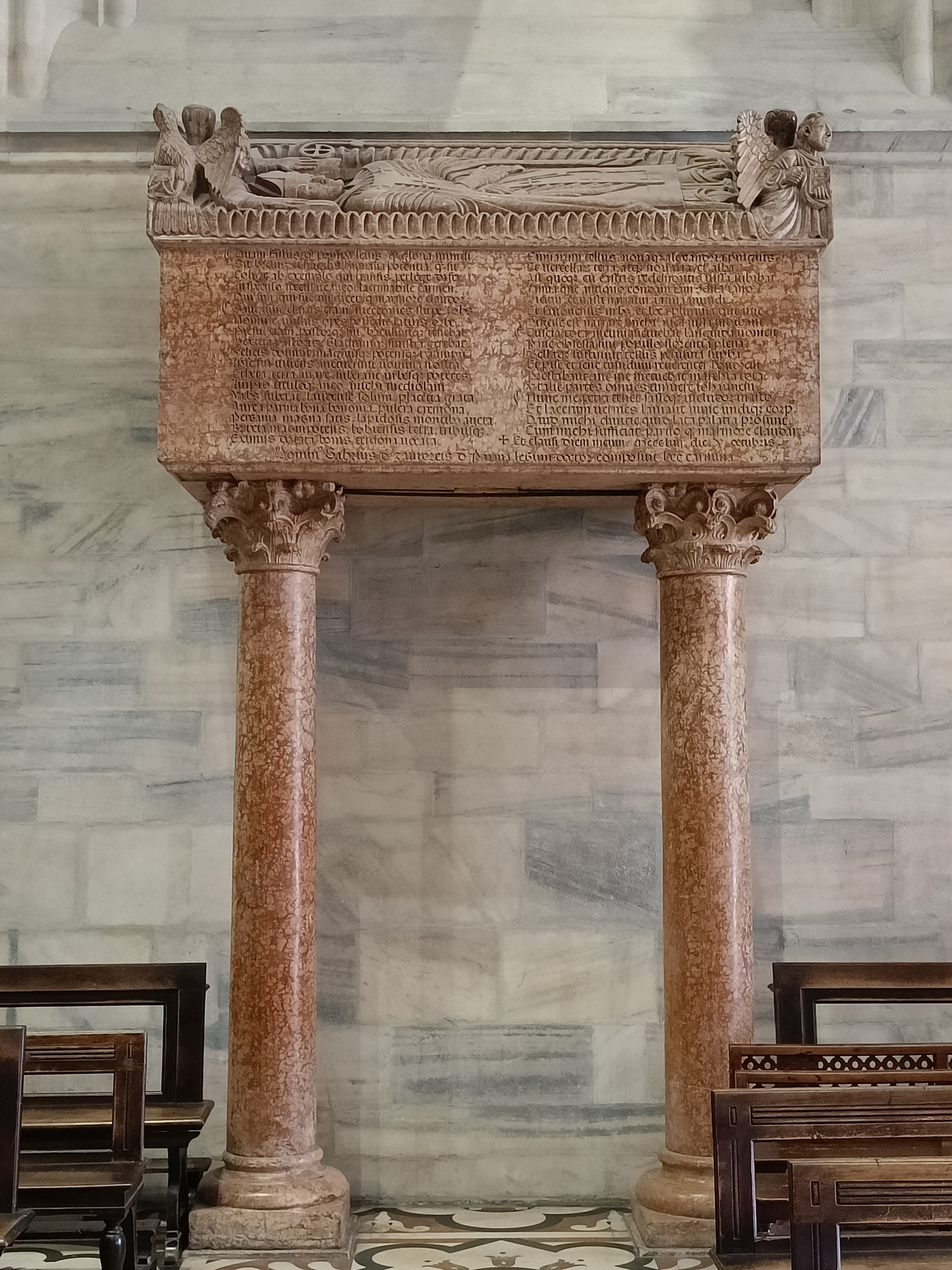
Sarcofago nel duomo di Milano

Il sarcofago di Ottone e Giovanni Visconti è un monumento sepolcrale situato nel duomo di Milano, realizzato da un anonimo Maestro Campionese per ospitare le spoglie di Ottone Visconti e Giovanni Visconti, arcivescovi di Milano.

## Storia e descrizione
Il monumento è tra i più antichi esempi scultorei gotici a Milano: risalente alla fine del XIII secolo, è conservato nella navata destra del duomo di Milano. Il monumento è realizzato in marmo rosso di Verona con la struttura del sarcofago a falde spioventi, chiaro riferimento ai monumenti funebri romani in porfido: il monumento, sorretto da due colonne aggiunte nel tardo Trecento, presenta la figura dell'arcivescovo distesa sulla falda anteriore, a cui vengono affiancati da due statue di Evangelisti e da Diaconi. Tale soluzione trova ampi precedenti nella statuaria francese dell'epoca, ma soprattutto nel Monumento funebre del cardinale De Braye di Arnolfo di Cambio presso la chiesa di San Domenico di Orvieto. Il sarcofago fu il modello di ispirazione per l'arca di Berardo Maggi, sempre di scuola campionese, conservato presso il duomo vecchio di Brescia.